# Agostino Casaroli
Agostino Casaroli (Castel San Giovanni, 24 de novembro de 1914 – Roma, 9 de junho de 1998) foi um cardeal italiano da Igreja Católica Romana. Foi Secretário de Estado do Vaticano de 1979 até 1990.

## Biografia
Casaroli nasceu em Castel San Giovanni, na província de Piacenza, Itália, em uma família de raízes humildes. Seu pai era alfaiate em Piacenza. Foi educado no Collegio Alberoni em Piacenza, no Seminário Episcopal de Bedonia, Piacenza, na Pontifícia Universidade Lateranense de Roma, onde obteve o doutorado em direito canônico, e na Pontifícia Academia Eclesiástica.

### Início de carreira
Foi ordenado sacerdote em 27 de maio de 1937 em Piacenza. Ele estudou em Roma de 1937 a 1939. A partir de 1940, serviu na Secretaria de Estado do Vaticano, enquanto também participava do ministério pastoral na diocese de Roma a partir de 1943. Foi nomeado Privy Chamberlain de Sua Santidade em 4 de janeiro de 1945. Serviu como capelão de Villa Agnese de 1950 a 1998. Ele foi elevado ao posto de prelado doméstico de Sua Santidade em 22 de dezembro de 1954.
Serviu como assistente do Cardeal Adeodato Giovanni Piazza na Primeira Conferência Geral dos Bispos Latino-Americanos no Rio de Janeiro, Brasil, em 1955. Foi membro do corpo docente da Pontifícia Academia Eclesiástica de 1958 a 1961. Em 24 de fevereiro de 1961 , foi nomeado subsecretário da Sagrada Congregação para os Assuntos Eclesiásticos Extraordinários , efetivamente vice-ministro das Relações Exteriores. Em 1964, representou a Santa Sé na troca de instrumentos de ratificação do modus vivendi com a Tunísia , sobre a situação da Igreja Católica. Foi signatário do acordo parcial entre a Santa Sé e a Hungria em Budapesteem 15 de setembro de 1964. Ele negociou com o governo comunista da Checoslováquia sobre a nomeação de František Tomášek como administrador apostólico da Arquidiocese de Praga em fevereiro de 1965. Ele foi nomeado secretário da Sagrada Congregação para Assuntos Eclesiásticos Extraordinários em 29 de junho de 1967.
O Papa Paulo o consagrou bispo em 16 de julho de 1967.
Durante o período que se seguiu ao Vaticano II, Casaroli ganhou a reputação de diplomata altamente qualificado, capaz de negociar com regimes hostis à Igreja. Presidiu a conferência da CSCE em Helsinque de 30 de julho a 1 de agosto de 1975. Em 28 de abril de 1979, foi nomeado Pró-Secretário de Estado.

### Cardeal
Casaroli foi feito Cardeal-Sacerdote de Santos Doze Apóstolos no primeiro consistório de Papa João Paulo II em 1979, e ao mesmo tempo tornou-se Cardeal Secretário de Estado. Embora ele fosse visto como menos linha-dura do que qualquer outro associado próximo de João Paulo, a habilidosa diplomacia de Casaroli foi vista por Wojtyła como um ativo insubstituível na luta contra a União Soviética .

Em 1985 tornou-se Cardeal Bispo da Porto-Santa Rufina , e em 1990 aposentou-se como Secretário de Estado, sendo sucedido por Angelo Sodano (que se tornou então Pró-Secretário de Estado). Ele foi vice-reitor do Colégio dos Cardeais de 1993 até sua morte em 1998 por doença cardiorrespiratória.

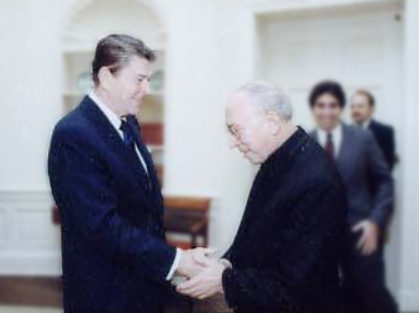
Casaroli reunião com Ronald Reagan como Secretário de Estado do Vaticano em 1981

## Visualizações

### Relações com o comunismo
A assinatura de tratados de Casaroli com a Hungria em 1964 e a Iugoslávia em 1966 foi a primeira vez que a Santa Sé se abriu dessa maneira aos regimes comunistas, que mataram muitos católicos desde que chegaram ao poder. Embora suas memórias de 2000 revelassem um homem hostil ao comunismo, sua notável habilidade diplomática fez com que essa hostilidade parecesse inexistente.
De acordo com John O. Koehler, a KGB e seus "órgãos irmãos" na Europa Oriental estavam bem cientes das reais opiniões e influência do Cardeal Casaroli. Portanto, seu escritório pessoal era um dos principais alvos de espionagem dentro do Vaticano.
A KGB foi auxiliada pelo próprio sobrinho do cardeal, Marco Torreta, e pela esposa checoslovaca de Torreta, Irene Trollerova. De acordo com oficiais de inteligência italianos, Torreta era informante da KGB desde 1950.
Segundo Koehler:
Irene voltou da Tchecoslováquia no início dos anos 1980, com uma estátua de cerâmica da Virgem Maria , com cerca de 10 centímetros de altura, uma bela obra de arte cerâmica tcheca de renome. O casal apresentou a estátua ao Cardeal Casaroli, que aceitou com gratidão. Que traição do próprio sobrinho! Dentro do reverenciado ícone religioso havia um "bug", um transmissor minúsculo, mas poderoso, que era monitorado de fora do prédio pelos encarregados do casal da embaixada soviética em Roma. A estátua havia sido colocada em um armário na sala de jantar perto do escritório do cardeal Casaroli. Outro dispositivo de escuta dentro de um pedaço retangular de madeira estava escondido no mesmo armário. Ambos não foram descobertos até 1990 durante uma investigação maciça iniciada pelo Magistrado Rosario Prioreapós a tentativa de assassinato do Papa João Paulo II. Os bugs estavam transmitindo até aquele momento."

### Teilhard de Chardin
Em 10 de junho de 1981, no 100º aniversário do nascimento de Teilhard de Chardin , L'Osservatore Romano , o jornal oficial do Vaticano, publicou uma carta de Casaroli que elogiava a "surpreendente ressonância de sua pesquisa, bem como o brilho de sua personalidade e riqueza de seu pensamento." Casaroli escreveu que Teilhard havia antecipado o chamado de João Paulo II para "não ter medo", abraçando "cultura, civilização e progresso". . A carta foi datada de 12 de maio de 1981, um dia antes da Tentativa de assassinato do Papa João Paulo II, mas foi publicado durante sua convalescença. Em 20 de julho de 1981, um comunicado da Sala de Imprensa da Santa Sé afirmava que a carta não mudava a posição da advertência emitida pelo Santo Ofício em 30 de junho de 1962, que apontava que o trabalho de Chardin continha ambiguidades e graves erros doutrinários. 

## Ordenações[6]

### Ordenações episcopais
Foi o principal sagrante dos seguintes bispos:
- Valerians Zondaks † (1972)
- Jan Pasztor † (1973)
- Jozef Feranec † (1973)
- Julius Gábriš † (1973)
- Josef Vrana † (1973)
- Johannes Dyba † (1979)
- Renato Raffaele Martino (1980)
- Francesco De Nittis † (1981)
- Gian Vincenzo Moreni † (1982)
- Bernard Henri René Jacqueline † (1982)
- Ivan Dias † (1982)
- Fortunato Baldelli † (1983)
- Clemente Faccani † (1983)
- Giovanni Battista Morandini (1983)
- Ambrose Battista De Paoli † (1983)
- Pier Giacomo De Nicolò † (1984)
- Ioan Robu (1984)
- Manuel Monteiro de Castro (1985)
- Santos Abril y Castelló (1985)
- Patrick Coveney † (1985)
- Maria Vegliò (1985)
- Eugenio Sbarbaro (1985)
- Antonio Mattiazzo (1985)
- Francesco Canalini (1986)
- Alberto Tricarico † (1987)
- Giuseppe Bertello (1987)
- José Saraiva Martins, C.M.F. (1988)
- François Robert Bacqué † (1988)
- Faustino Sainz Muñoz † (1988)
- Piero Biggio † (1989)
- Divo Zadi † (1989)
- Luigi Bressan (1989)
- Giuseppe Leanza (1990)
- John Bukovsky, S.V.D. † (1990)
- Félix del Blanco Prieto † (1991)
- Antonio Buoncristiani (1994)

E foi consagrante de:
- Paolo Mosconi † (1967)
- Michele Cecchini † (1969)
- Ersilio Tonini † (1969)
- Pio Laghi † (1969)
- Luigi Barbarito † (1969)
- Franco Brambilla † (1971)
- Mario Pio Gaspari † (1973)
- Jean Jérôme Hamer, O.P. † (1973)
- Appasinghe Paul Perera † (1973)
- François-Marie Morvan, C.S.Sp. † (1973)
- Filippo Franceschi † (1973)
- Antonio Mazza † (1973)
- Francis Anani Kofi Lodonu (1973)
- José Maria Maimone, S.A.C. (1973)
- Enrico Bartolucci Panaroni, M.C.C.I. † (1973)
- Tadeusz Józef Zawistowski † (1973)
- Carlo Furno † (1973)
- Giuseppe Laigueglia † (1973)
- Giuseppe Ferraioli † (1976)
- Blasco Francisco Collaço (1977)
- Angelo Sodano † (1978)
- Giovanni Cheli † (1978)
- Giorgio Zur † (1979)
- Pier Luigi Celata (1986)
- Franjo Komarica (1986)
- Walmir Alberto Valle, I.M.C. † (1986)
- Norbert Wendelin Mtega (1986)
- John Bosco Manat Chuabsamai † (1986)
- Donald William Wuerl (1986)
- Felipe González González, O.F.M.Cap. (1986)

## Condecorações
- Grande-Oficial da Ordem do Infante D. Henrique de Portugal (12 de outubro de 1966)
- Grã-Cruz da Ordem Militar de Cristo de Portugal (20 de outubro de 1979)
- Grã-Cruz da Ordem Militar de Sant'Iago da Espada de Portugal (31 de março de 1981)
- Grã-Cruz da Ordem do Infante D. Henrique de Portugal (26 de abril de 1985)[7]